# Мазенгера
Мазенге́ра (англ. Mazengera) — традиційна громада у складі дистрикту Лілонгве Центрального регіону Малаві.
Населення — 115932 особи (2018).